# Eddy Silvestre Pascual Israfilov
Eddy Silvestre Pascual Israfilov (Roquetas de Mar, Almeria, 2 d'agost de 1992) més conegut com a Eddi İsrafilov, Eddy Silvestre o simplement Eddy és un futbolista andalús que juga com a migcampista amb el Neftçi PFK. Tot i que ha nascut a Espanya, representa la selecció de l'Azerbaidjan.
Va jugar al Córdoba la temporada 2016-2017. La temporada 2017-2018 juga al Gimnàstic de Tarragona.